# Socket AM2+
Socket AM2+ je typ patice procesoru vyvinutý společností AMD. Jedná se o vylepšenou verzi socketu AM2, s kterým je zpětně kompatibilní. Spolupracuje s pamětmi DDR2. Lze ho osadit procesory Athlon 64, Athlon 64 X2, Athlon 64 FX, Opteron, Sempron, Sempron X2, Phenom a Phenom II.
Do této patice je možné zapojit procesory pro Socket AM3(díky přítomnosti jak DDR3 ovladače, tak i DDR2 ovladače pro Paměti).
Pokud ale požijete AM2+ procesor do AM3 socketu, nebude fungovat (kvůli chybějícímu ovladači DDR3 pamětí)
Používá HyperTransport 3.0 s frekvencí až 2,6 GHz, oproti socketu AM2.
V 1Q roku 2009 byl nahrazen socketem AM3, který umožňuje osazení DDR3 pamětí.